# 吴宗翰
吴宗翰（英語：Justin Ng Zong Han，1994年4月7日—），马来西亚男歌手及演員。

## 簡歷
吴宗翰於2011年参加《POP STAR 2011》，并獲得亚军；2013年再參加馬來西亞《Astro新秀大賽》亦入围五强，获得了季军和“至爱新秀”獎。同年8月，他開始代表馬來西亞參加台灣的《華人星光大道3》，最后卻在24强止步。而10月也代表马来西亚参加《TVB全球华人新秀歌唱大赛》，但只進入7强。2015年，他便参加《中国好声音第四季》，直到盲选止步。

## 音乐作品
- 2013年：Astro新秀五强演唱主题曲【宇宙最强】
- 2014年：《MY Astro 马力全开庆丰年》贺岁专辑【新鲜】
- 2015年：Astro小太阳主题曲【Let's Make Learning Fun】与Danny许佳麟、Daniel丹尼尔合唱
- 2016年：《我爱你yeobo》，《满分男友》，《夏天的圣诞节》创作单曲
- 2018年：《今天是星期天，可是我好无聊》创作单曲
- 2019年：《慢慢走》，《喂歌》创作单曲
- 2020年：《一天一天》，《忘了你》，《Show Some Love》，《挥手说再见》创作单曲，《新年快乐》合作新年单曲

## 演出作品

### 微电影
- 2014年：《那天清晨，我看见了你》 饰演 志翰

### 电视剧
- 2016年：《鹅卵石》（改编自许友彬畅销小说） 饰演   何鑫磊

### 綜藝节目
- 2013年：《Astro新秀大赛2013》（季军）
- 2013年：《華人星光大道第三屆》（24强）
- 2013年：《TVB全球华人新秀歌唱大赛》（7强）
- 2017年：《超凡魔术师》[2]
- 2018年：《这！就是歌唱．对唱季》[3]

## 曾獲奖项
- 2011年：Pop Star - 亚军
- 2013年：馬來西亞Astro新秀大賽 - 季軍
- 2013年：馬來西亞Astro新秀大賽 - 我的至爱新秀
- 2013年：TVB全球華人新秀歌唱大賽 - 第七名